# جيرونيماس ميليوس
جيرونيماس ميليوس (بالإنجليزية: Jeronimas Milius) هو مغني روك وسول وهيفي ميتال ليتواني ولد في يوم 11 أكتوبر 1984 في فيلنيوس عاصمة ليتوانيا. بدأ الغناء في سنة 2003، اشتهر بتمثيله لليتوانيا في مسابقة الأغنية الأوروبية في سنتي 2006 و2008.